# Kirgiz férfi jégkorong-válogatott
A kirgiz férfi jégkorong-válogatott Kirgizisztán nemzeti csapata, amelyet a Kirgiz Jégkorongszövetség (kirgizül: Кыргыз Республикасынын хоккей федерациясынын, Kirgiz Reszpublikasznyin Hokkej Fegyeracijasznyin) irányít. 
1954 és 1991 között a Szovjetunió része volt. A Kirgiz SZSZK első mérkőzését 1962-ben játszotta. Független államként az első mérkőzésüket 2011. január 28-án játszották. A 2019-es jégkorong-világbajnokságon csatlakoztak a nemzetközi mezőnyhöz. Legjobb eredményüket 2023-ban érték el, amikor megnyerték a divízió III/B csoportját és feljutottak a divízió III/A csoportba. Legjobb helyezésüket 2024-ben érték el, amikor összesítésben a 42. helyen  (2. hely a divízió III/A csoportban) zárták a világbajnokságot.

## Eredmények

### Világbajnokság
- 1954–1991 – A  Szovjetunió része volt
- 1992–2018 – Nem vett részt
- 2019 – 52. hely (6. a Divízió III selejtezőben)
- 2020 – Törölve a Covid19-pandémia miatt[1]
- 2021 – Törölve a Covid19-pandémia miatt[2]
- 2022 – 45. hely (1. a Divízió IV csoportban)
- 2023 – 46. hely (1. a Divízió III/B csoportban)
- 2024 – 42. hely (2. a Divízió III/A csoportban)